# ألين بولين
ألين بولين (بالإنجليزية: Aline Poulin)‏‏ (14 سبتمبر 1965 في شيربروك - 25 أغسطس 2011 في غرانبي) شاعرة، وكاتِبة من كندا.